# Gilles de Santarem
Gilles de Santarem, en portugais : Frei Gil de Santarém, en latin : Ægidius Scallabitanus (ou Ægidius Portugallensis), est un médecin et religieux portugais, membre de l'ordre des dominicains, né à Vouzela vers 1190, mort à Santarem le 14 mai 1265. 

## Biographie
Il était fils de Dom Rodrigo Pais de Valadares, conseiller du roi Sanche Ier et alcade de la ville de Coïmbre, alors capitale du royaume. Il fit d'abord des études dans cette ville, sans doute dans l'école du monastère de la Sainte Croix, intéressé surtout par les disciplines profanes, et vers 1224 se rendit à Paris pour compléter sa formation en médecine ; il s'y convertit et y entra chez les dominicains en même temps qu'Humbert de Romans. Il fut élu ensuite prieur de la province dominicaine d'Espagne dans un chapitre tenu à Burgos en 1233. Il participa à un chapitre général de l'ordre à Bologne en 1238. Il fut élu à nouveau provincial en 1257, et finit sa vie au couvent de l'ordre à Santarem.
La tradition hagiographique, remontant à une Vie anonyme de la fin du XIIIe  ou du début du XIVe siècle, a développé autour de cette figure une légende évoquant celle de Faust : au cours de son voyage vers Paris, il aurait été accosté à Tolède par un étranger qui lui promit de lui enseigner la magie s'il signait de son sang un contrat par lequel il abandonnait son âme au diable après sa mort ; ayant accepté, il fut instruit dans l'art démoniaque pendant sept ans, puis se rendit à Paris, y décrocha sans peine le diplôme de médecine, et soigna ses patients avec une efficacité merveilleuse ; mais quelque temps plus tard un mystérieux chevalier armé de pied en cap lui apparut de nuit dans sa bibliothèque et le mit en garde contre les conséquences du pacte qu'il avait signé ; Gilles aurait fini par brûler ses livres de médecine, repartir pour le Portugal, et prendre l'habit dominicain à Palencia ; ensuite il mena pendant sept ans une vie de mortification extrême, tourmenté par la pensée du terrible contrat, et finalement Satan fut forcé de rendre le parchemin.
En médecine, il a traduit de l'arabe au latin un traité de Rhazès intitulé Liber de secretis in medicina (Kitāb fī sirr șinā'at aț-țibb), ouvrage en cinq livres auquel est ajouté par erreur, à titre de sixième livre, le Livre des aphorismes médicaux (Nawādir aț-țibb) de Yuhanna ibn Masawaih (« Jean Mésué »). On conserve aussi de lui des Glosæ super Viaticum, commentaire de l'ouvrage d'Ibn Al Jazzar (traduit en latin au XIe siècle par Constantin l'Africain).
Dans l'histoire littéraire, le texte le plus notable traitant de la vie de Gilles de Santarem est la Vita Beati Ægidii Scallabitani Ordinis Prædicatorum (ou Conversio miranda Ægidii Lusitani) d'André de Resende, dialogue en quatre livres, en latin, conversation entre l'auteur et deux de ses amis, Inácio de Morais et Luis Pires, sur la vie du bienheureux, renouvellement du genre de l'hagiographie chrétienne par un humaniste. Mais la légende de Frei Gil a été reprise par de nombreux écrivains portugais, y compris à l'époque moderne (par exemple Eça de Queirós dans les Lendas de santos). On peut citer aussi les drames religieux espagnols El esclavo del demonio d'Antonio Mira de Amescua, dont le texte fut imprimé en 1612, et Caer para levantar d'Agustín Moreto, Jerónimo de Cáncer y Velasco (es) et Juan de Matos Fragoso (es).

## Édition de textes
- Aires Augusto Nascimento (éd.), « A vida do Bem-Aventurado Gil de Santarém por Fr. Baltazar de S. João », Didaskalia. Revista da Faculdade de Teologia de Lisboa, vol. 11, no 1, 1981, p. 113-219 (édition d'une Vie écrite en 1537 par un dominicain).
- Virginia Soares Pereira (éd.), André de Resende. Ægidius Scallabitanus. Um dialogo sobre Fr. Gil de Santarém (édition critique du texte latin et traduction en portugais), Lisbonne, Fondation Calouste Gulbenkian, 2000.

## Vénération
Gilles de Santarem est vénéré comme bienheureux par l'Église catholique (culte autorisé par le pape Benoît XIV le 9 mars 1748).